# Minute by Minute (single)
Minute by Minute is een nummer van de Amerikaanse band The Doobie Brothers. Het is de tweede single van hun gelijknamige achtste studioalbum.

## Achtergrondinformatie
"Minute by Minute" gaat over man die zich in een onzekere relatie bevindt. De tekst beschrijft hoe hij zich voortdurend voorbereidt op het verlies van vrouw, maar tegelijkertijd vastberaden is om haar vast te houden, "minuut na minuut". Hij wil iedere minuut met haar koesteren. Het nummer werd vooral in Noord-Amerika een hit, met een 14e positie in de Amerikaanse Billboard Hot 100. Hoewel het in Nederland en de rest van Europa geen hit werd (afgezien van Groot-Brittannië), geniet het er wel bekendheid en wordt het af en toe weleens gedraaid.
De plaat werd genomineerd voor een Grammy Award voor Song of the Year, maar verloor van The Doobie Brothers' eigen hit What a Fool Believes. Later werd het nummer door vele artiesten gecoverd, onder wie The Temptations, Larry Carlton, Stanley Clarke, Peabo Bryson, Kim Pensyl, Helen Reddy, Bobby Lyle en Rick Janus.

## Tracklijst
- 7"

1. "Minute by Minute" - 3:26
2. "Sweet Feelin'" - 2:41